# Hasselbos
Hasselbos är en skog i Belgien.   Den ligger i provinsen Limburg och regionen Flandern, i den östra delen av landet, 80 km öster om huvudstaden Bryssel.
Trakten runt Hasselbos består till största delen av jordbruksmark. Runt Hasselbos är det ganska tätbefolkat, med 230 invånare per kvadratkilometer.